# أموتي
الأموتي (بالإنجليزية: Amauti)‏ يسمى أيضًا أمووت أو أموتيك، جمع الكلمة هو أموتيت، هي سترة ترتديها نساء الإنويت في المنطقة الشرقية من شمال كندا، حتى سن عامين تقريبًا، يستقر الطفل على ظهر الأم في الأموتي، حقيبة الطفل المدمجة أسفل الغطاء مباشرة، الحقيبة كبيرة ومريحة للطفل، يمكن للأم إحضار الطفل من الخلف إلى الأمام للرضاعة الطبيعية أو للوظائف الإزالة دون التعرض للعوامل الجوية، سترة الإنويت الشرقية التقليدية هذه، المصممة لإبقاء الطفل دافئًا وآمنًا من قضمة الصقيع والرياح والبرد، تساعد أيضًا على تطوير الترابط بين الأم والطفل.

## التسمية
| اللغة           | نمط أنجيجوكتوجاك | نمط السكيرتيد أكوليك   |
| --------------- | ---------------- | ---------------------- |
| الإنوبياك       | غير مستعمل       | amaaġun ~ amaunnaq     |
| ناتسيلينجميوت   | akulik           | amauti                 |
| إينوينقتون      | ᐊᑯᖅ akuq         | ᐊᒪᐅᑎ amauti            |
| كاريبو إنويت    | ᐊᑯᖅ akuq         | ᐊᖏᔪᖅᑕᐅᔭᖅ angijuqtaujaq |
| لهجة شمال بافين | ᐊᑯᖅ akuq         | ᐊᖏᔪᖅᑕᐅᔭᖅ angijuqtaujaq |

## صنع الأماوتي
يمكن تصنيع الأماوتي من مجموعة متنوعة من المواد بما في ذلك جلد الفقمة، جلد الرنة أو الصوف والقماش السميك مع غلاف خارجي مقاوم للرياح، يستمر حمل الأطفال بهذه الطريقة بشكل شائع في مجتمعات القطب الشمالي الشرقي في نونافوت ونونافيك، ولكن يُرى هذا الثوب أحيانًا في الأقاليم الشمالية الغربية، جرينلاند، لابرادور، القطب الشمالي الروسي وألاسكا.

## وضع الطفل في الثوب
يعتقد العديد من المشاهدين الخارجيين أن الطفل يُحمل في غطاء الأماوتي، ويمكن رؤية هذا التصوير الخاطئ في العديد من الأعمال الفنية، ليست هذه هي القضية، يتم تكبير غطاء المحرك في أموتي للسماح بتغطية كل من الطفل والأم معًا، بينما يتم حمل الطفل بالفعل في الجزء الخلفي الموسع والممتد من الثوب، يركب الطفل بطنه على ظهر الأم وثني ركبتيه، الثوب مؤمن عند الخصر بربطة عنق أو حزام يمنع الطفل من الانزلاق مِن الحقيبة، يُحمل وزن الطفل على أكتاف الثوب على الرغم من أن هذا الوزن يُعاد توزيعه عادةً بواسطة رباطين آخرين يشكلان "V" مِن عظمة الترقوة، مع تأمين القاعدة بربطة العنق عند الخصر، يتم ربط ربطة عنق أخيرة بالحافة الأمامية للغطاء، مما يسمح للأم إما بفتح غطاء المحرك ليخرج طفل فضولي ويأخذ في محيطه، أو لسحب الغطاء عبر إغلاق الطفل بعيدًا عن الرياح والعوامل الجوية.

## ملابس الشتاء والصيف
عادة ما يكون هناك نمطين من الأموتي: نمط السكيرتيد أكوليك، مثل الفستان (يظهر على اليمين ، مع المرأتين)، 
 ونمط أنجيجوكتوجاك وهو نمط طويل الذيل، ظهر أطول بحاشية منمقة تشبه الذيل في الخلف (كما هو موضح في الصورة اليسرى - التي تلرتدي اللون أبيض). 
 شكل غطاء المحرك والزخرفة وشكل الذيل كلها تشير إلى منطقة منشأ الأموتي، الأكمام والحافة على أموتي الشتوية مزينة بخطوط بلون واحد تؤكد على قصة الأنوثة/للأم، وتأرجح "الذيل"، يُرى الأموتي الشتوي بشكل كلاسيكي بغطاء قطني أبيض (سيلاباك)، ولكن أيضًا بألوان صلبة أخرى، مع طبقة داخلية واق مِن المطر، مزينة أيضًا بلون خالص داكن.
في الماضي، كانت ذيول الأموتي الأطول تزين بالتعويذات مثل الخرز والأصداف والعملات المعدنية المثقوبة، على الرغم من أن رفض الكنيسة لهذه التعويذات على أنها "ثانوية" قلل من تكرار استخدامه، قيل أن التعويذات تجذب الأرواح إلى الذيل المتأرجح وبالتالي تحمي المبايض (والخصوبة) الموجودة في المقدمة، من جذب الانتباه الروحي.
لم يتم عرض الأموتي الصيفية الأكثر حداثة والتي لا تحتوي على أكمام، وعزل أقل، وتسمح بحمل الطفل أثناء قطف التوت أو في مهن صيفية أخرى، يتم استخدامها أيضًا خلال أشهر الشتاء من العام، حيث يتم استخدامها مع سترة كبيرة الحجم تغطي كل من الأم والطفل، عادة ما يتم صنع أموتي الصيفي من قماش مبطن بأي عدد من الأنماط.

## معرض الصور

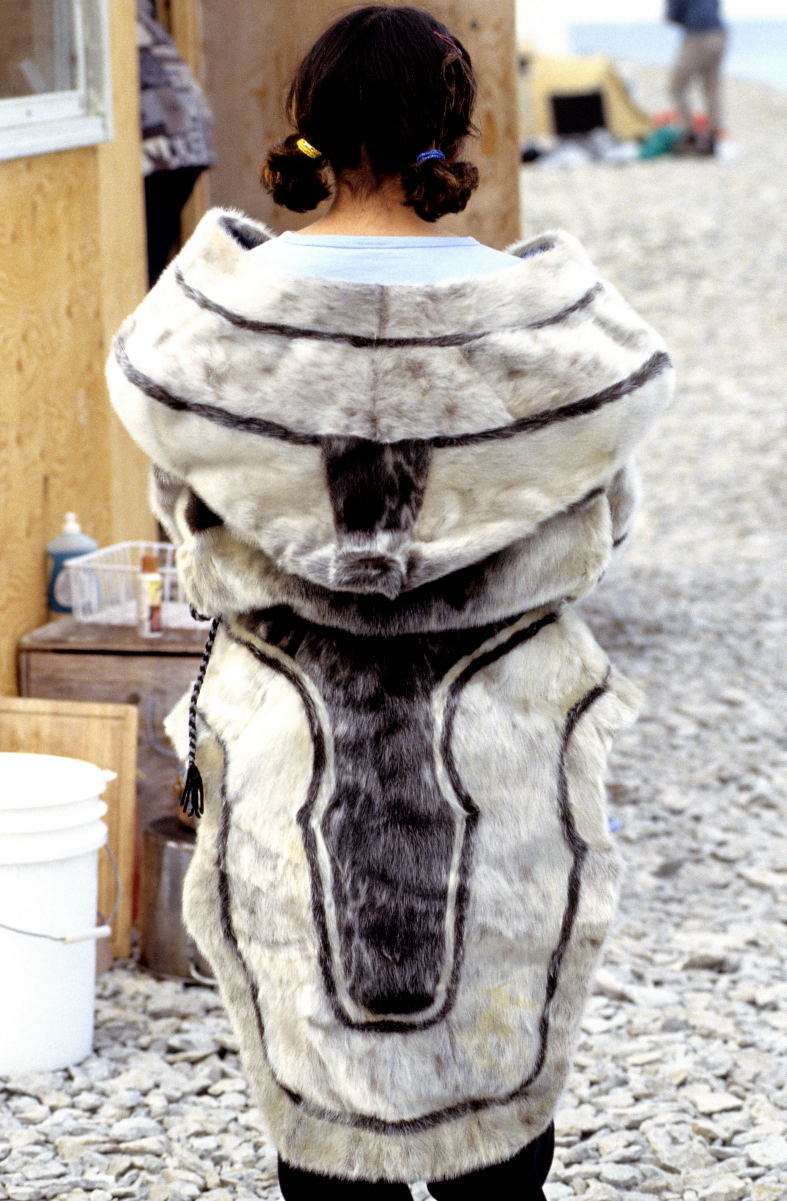
الجزء الخلفي من أموتي، فرو الفقمة الملتحي.
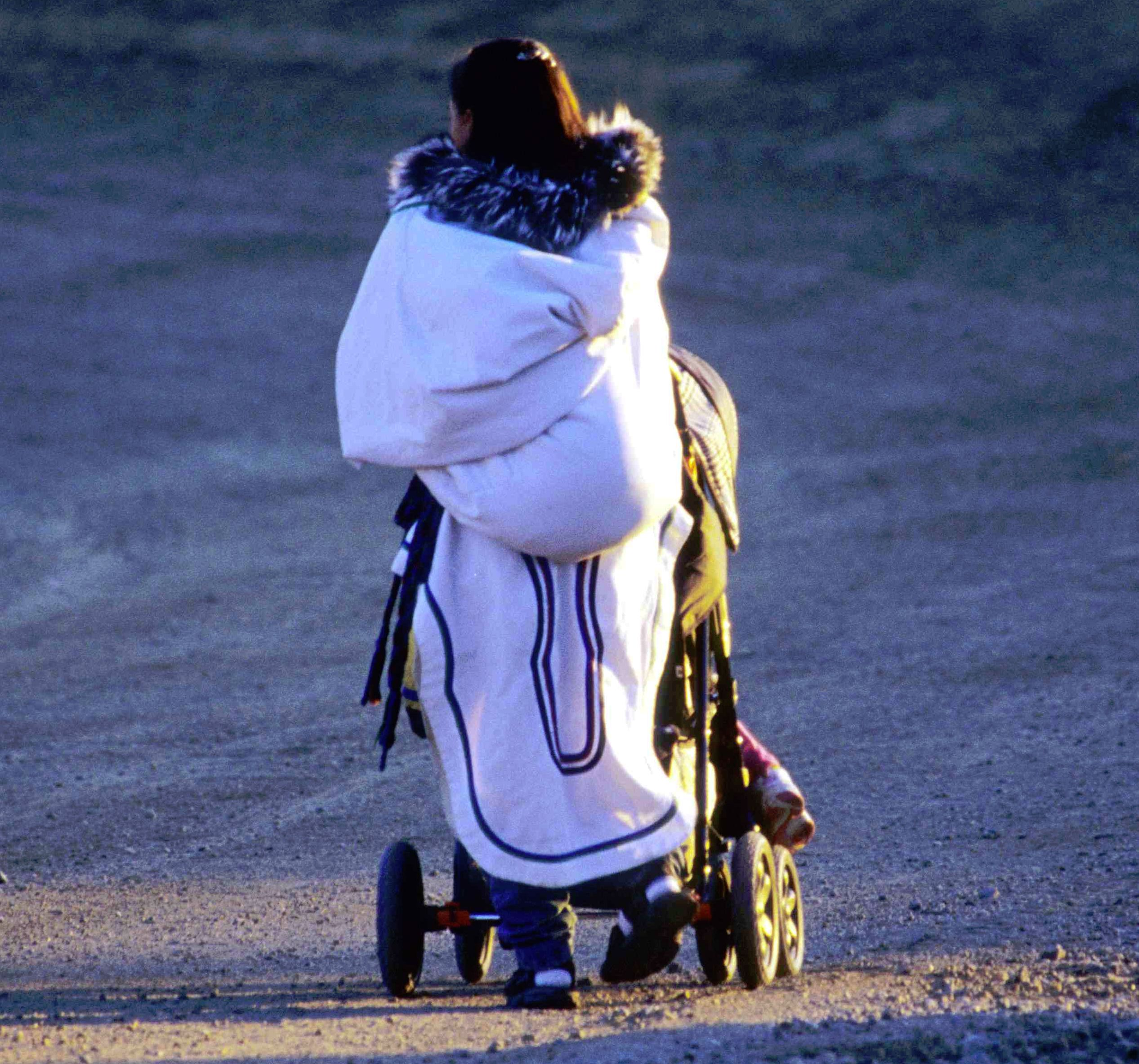
امرأة من الإنويت ترتدي أموتيك (النمط طويل الذيل، "أنجيجوكتوجاك") أثناء دفع عربة أطفال في عام 2002 في كينجيت، نونافوت.
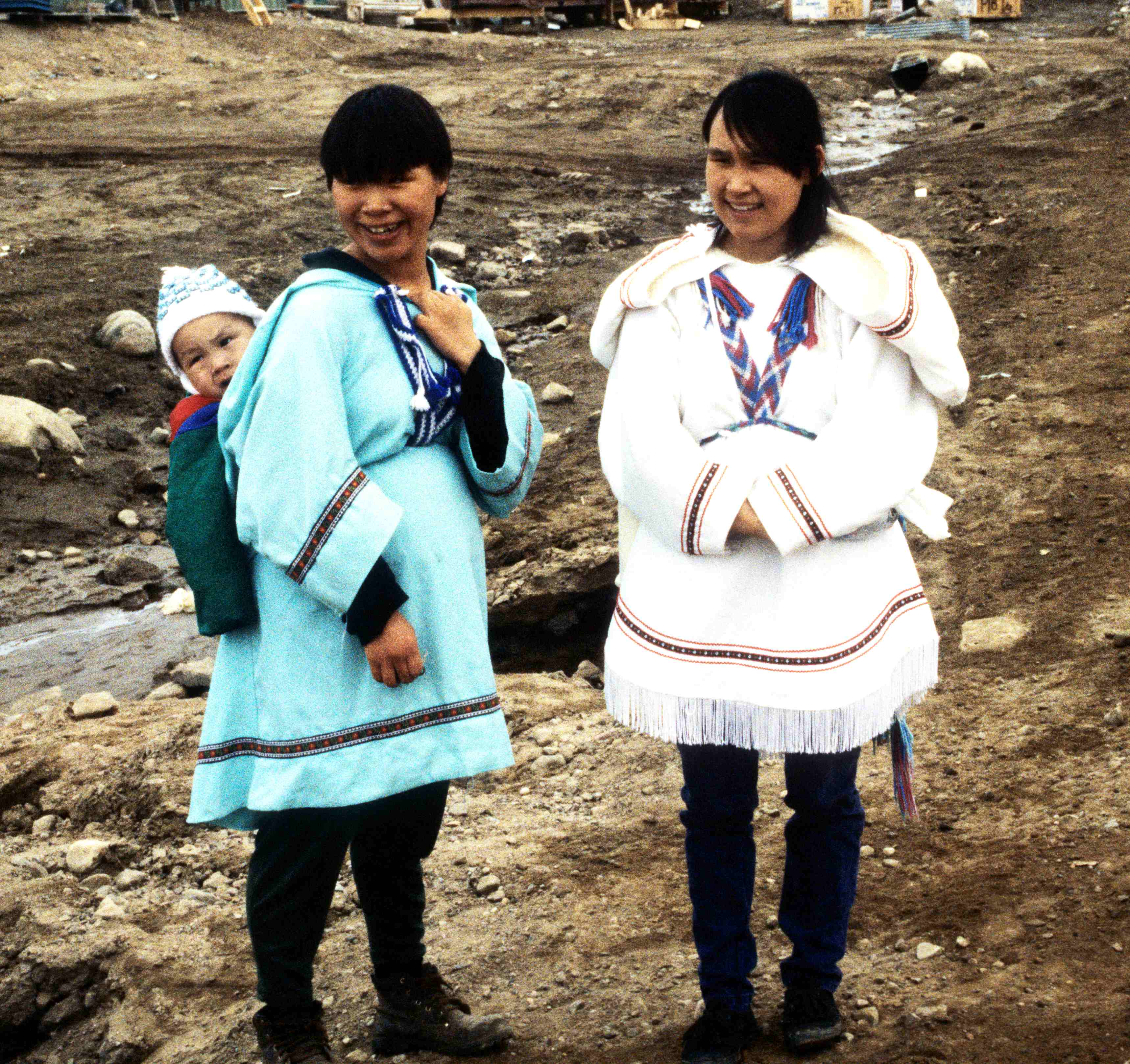
امرأتان من الإنويت ترتديان الأماوتيت عام 1995 في نونافوت.